# Jean Henry Appelius

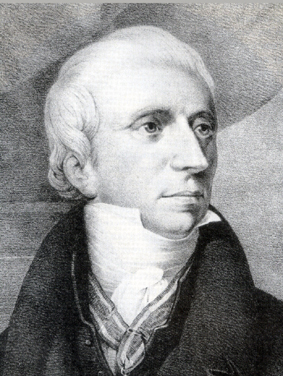
J.H. Appelius

Jean Henry Appelius (Middelburg, 30 april 1767 – 's-Gravenhage, 12 april 1828) was een Nederlands politicus.
Appelius was een Zeeuwse patriot, die in de Bataafs-Franse Tijd diverse belangrijke functies vervulde (onder meer lid van de Staatsraad). Onder Lodewijk Napoleon was hij minister van Justitie en Politie. Hij speelde als directeur-generaal voor de belastingen en later als minister van Financiën een belangrijke rol bij de financiële politiek van Willem I. Van augustus 1814 tot september 1815 was hij commissaris-generaal van financiën in de voorlopige regering van België. Hij kon de verlangens van de noordelijke zeeprovincies echter niet verenigen met die van de zuidelijke industrieprovincies. De door hem verdedigde Stelselwet leidde tot heftig verzet van de Belgen.
- Biografisch Portaal: 16413448
- Digitale Bibliotheek voor de Nederlandse Letteren: appe006
- Gemeinsame Normdatei: 117763284
- International Standard Name Identifier: 0000 0000 1368 019X
- Nederlandse Thesaurus van Auteursnamen: 06991673X
- Parlement.com: vg09llsvggd8
- Virtual International Authority File: 30322297
- WorldCat: E39PBJp67tCWMf6Cw6px4FWv73